# Леонтьев, Александр Михайлович
Александр Михайлович Лео́нтьев (14 октября 1902, дер. Артёмово, Вологодская губерния — 29 октября 1960, Москва) — руководитель Главного управления рабоче-крестьянской милиции, генерал-лейтенант.

## Биография
Родился в семье крестьянина. Образование среднее, окончил 4-х классное начальное училище и 1-е пехотное училище в Ленинграде (1930). Член коммунистической партии Советского Союза с 1927.
В органах внутренних дел и госбезопасности с 1919. Службу начинал милиционером, затем инспектором уголовного розыска. С 1923 — в войсках ОГПУ: красноармеец, затем младший командир в 3-м Ленинградском полку войск ОГПУ. С 1926 — уполномоченный, затем старший уполномоченный 7-го ПОГО ОГПУ. С 1932 по 1938 инспектор, старший помощник начальника отделения, заместитель начальника отделения 1-го отдела Управления погранохраны и войск ГПУ ПП ОГПУ по ЛенВО (затем УПВО УНКВД по Ленинградской области). С 1938 в центральном аппарате ГУПВ НКВД СССР: начальник отделения, заместитель начальника отдела.
За границей в 1939—1940 годах в Германии (третий рейх) в составе Правительственной комиссии по демаркации границы.
С 1940 занимал следующие должности:
- Заместитель начальника 1-го Управления ГУПВ НКВД СССР (апрель 1940 — март 1941;
- Начальник 2-го отдела 1-го Управления ГУПВ НКВД СССР (11 марта — июнь 1941);
- Заместитель начальника Штаба истребительных батальонов НКВД (25 июня — август 1941), Северо-Западный фронт.
- Заместитель начальника УНКВД по Калининской области, начальник Бологовского ГО НКВД (15 августа — сентябрь 1941);
- Заместитель начальника отдела по борьбе с бандитизмом НКВД СССР (30 сентября 1941 — 18 февраля 1942);
- Начальник Можайского сектора охраны Московской зоны НКВД СССР (с октября 1941).
- Заместитель начальника ГУПВ НКВД — начальник Разведывательного отдела ГУПВ (18 февраля — 28 апреля 1942)[2]

С 28 апреля 1942 по 4 мая 1943 являлся заместителем начальника ГУВВ НКВД СССР и начальник Главного управления войск НКВД СССР по охране тыла действующей армии. Возглавил проведение операций по борьбе с дезертирами, диверсионными группами противника, выявлению шпионов среди местного населения. Начальник Главного управления войск по охране тыла Действующей Красной Армии НКВД СССР (4 мая — сентябрь 1943). С 13 сентября 1943 по 1 декабря 1944 начальник Отдела по борьбе с бандитизмом НКВД СССР (с 1 декабря 1944 — Главное управление по борьбе с бандитизмом). На этом посту в задачи Леонтьева входила не только борьба с организованными преступными бандами (которых к концу войны также появилось много), но и, что важнее, проведение операций против повстанческих отрядов националистов в Западной части СССР.
Начальник Главного управления по борьбе с бандитизмом НКВД — МВД СССР (1 декабря 1944 — 10 марта 1947). Начальник Главного управления милиции МВД СССР (10 марта 1947 — 17 октября 1949). Начальник Главного управления милиции МГБ СССР (17 октября 1949 — март 1953). Член Коллегии МГБ СССР (3 января 1951 — 11 марта 1953).
После смерти И. В. Сталина в 1953 был снят с поста начальника ГУМ и переведён с большим понижением на должность заместителя начальника пограничных войск Ленинградского военного округа. Приказом МВД СССР № 1324 от 18 мая 1954 уволен в отставку по болезни.

## Семья
Женат, жена Леонтьева Анастасия Николаевна 1903 года рождения, сын Юрий Александрович Леонтьев 1926 года рождения, дочь Алла Александровна Леонтьева 1931 года рождения. Проживали в Москве, улица Покровка, дом 20/1, квартира 7.

## Звания
- капитан, 3.4.1936;
- майор, 8.4.1938;
- полковник, 10.5.1939;
- старший майор государственной безопасности, 15.8.1941;
- комиссар государственной безопасности, 14.2.1943;
- комиссар государственной безопасности 3-го ранга, 16.5.1944;
- генерал-лейтенант, 9.7.1945.

## Награды
- орден Красной Звезды (26 апреля 1940);
- орден Отечественной войны 1-й степени (15 июня 1943);
- орден Кутузова 2-й степени (8 марта 1944);
- орден Богдана Хмельницкого 2-й степени (20 октября 1944);
- 3 ордена Красного Знамени (последний от 3 ноября 1944);
- орден Ленина (12 ноября 1946).
- знак «Заслуженный работник НКВД» (1941)